# Die Hard
Die Hard (titulada Jungla de cristal en España y Duro de matar en Hispanoamérica) es una película de acción estadounidense de 1988 dirigida por John McTiernan y escrita por Steve de Souza y Jeb Stuart. Está basada en la novela Nothing Lasts Forever (1979) de Roderick Thorp.
Die Hard sigue al oficial fuera de servicio del Departamento de Policía de Nueva York John McClane (Bruce Willis) mientras se enfrenta a un grupo de criminales altamente organizados liderados por Hans Gruber (Alan Rickman), que realizan un atraco en un rascacielos de Los Ángeles bajo el pretexto de un ataque terrorista utilizando a rehenes, incluyendo a la esposa de McClane, Holly Gennaro (Bonnie Bedelia), para mantener a raya a la policía. En 2017 la Biblioteca del Congreso de Estados Unidos seleccionó Die Hard para ser preservada en el National Film Registry por ser «cultural, histórica o estéticamente significante».

## Historia
Die Hard se basa en la novela Nothing Lasts Forever (1979), la secuela de la novela de 1966 El detective escrita también por Roderick Thorp, que en sí misma había sido adaptada en una película del mismo nombre de 1968 y protagonizada por Frank Sinatra. Fox estaba contractualmente obligado a ofrecer a Sinatra el papel principal en Die Hard, pero este la rechazó por lo cual fue propuesta a Arnold Schwarzenegger como secuela de la película Comando de 1985, pero este también rechazó el guion. La película fue sucesivamente propuesta y rechazada por varias estrellas del cine de acción de la época como Sylvester Stallone, Harrison Ford, Richard Gere, Clint Eastwood, Burt Reynolds, Robert De Niro o Don Johnson antes de que fuera propuesta a un casi desconocido Bruce Willis y este aceptara. El estudio no tenía demasiada fe en la capacidad como estrella de acción de Willis, ya que en aquel momento era solo conocido por sus papeles de comedia en televisión y cine como Luz de luna, Cita a ciegas y Asesinato en Beverly Hills (Sunset), y cobró por el papel la enorme cantidad de 5 millones de dólares, una cifra muy elevada debido a que el estudio estaba desesperado por cerrar el papel protagonista para poder estrenar la cinta a modo de blockbuster durante el verano.
Realizada con un presupuesto de 28 millones de dólares, Die Hard recaudó más de 140 millones en todo el mundo y fue elogiada por los críticos. La película convirtió a Bruce Willis en una estrella de acción, y fue motivo de comparación frecuente con otras películas de acción con un héroe solitario que lucha contra probabilidades abrumadoramente adversas. Obtuvo 4 nominaciones a los Óscar: al mejor montaje, a los mejores efectos visuales, al mejor sonido y a los mejores efectos de sonido.

## Argumento

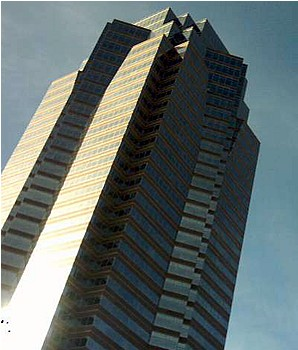
El Fox Plaza sirvió como escenario para el Nakatomi Plaza.

John McClane (Bruce Willis) es un policía de Nueva York que visita la ciudad de Los Ángeles para reconciliarse con su exesposa, Holly Gennaro (Bonnie Bedelia), quien se encuentra en una fiesta de Navidad en el edificio Nakatomi Plaza, piso 30, propiedad de un japonés Joe Takagi. John es llevado al Nakatomi Plaza en una limusina conducida por un joven llamado Argyle, de quien se gana su confianza y se hacen buenos amigos. John sube al piso 30, donde es recibido por japoneses que lo conducen hasta donde está su esposa.
Pronto el Nakatomi Plaza es tomado por 13 terroristas: Karl, Franco, Tony, Theo, Alexander, Marco, Kristoff, Eddie, Uli, Heinrich, Fritz, James y su jefe Hans Gruber (Alan Rickman). Todos ellos equipados con ametralladoras y armas automáticas (Hans con una pistola) en el momento en que John se estaba aseando en el baño. Logra escapar sin ser visto, con pantalón y una camiseta, pero sin zapatos. Los terroristas se presentan en la fiesta del piso 30 buscando al señor Takagi para darle a Nakatomi Corporations una lección de lo que codicia. Hans y unos cuantos escoltas llevan a Takagi al salón principal mientras John, armado con una pistola, los sigue. Hans interroga a Takagi sobre el código para abrir la bóveda del Nakatomi Plaza y admite que utiliza el terrorismo como señuelo mientras trata de robar los 640 millones de dólares que hay en la bóveda. Takagi rehúsa a decir la clave y es asesinado por Hans mientras McClane observa la escena escondido. McClane activa una alarma contra incendios para que los terroristas lo descubran e intenta atraer la ayuda de la policía. McClane asesina al hermano de Karl, Tony, poniéndolo furioso. McClane toma su ametralladora y el radio portátil comunicador y escribe en su camisa, «Ahora tengo una ametralladora. ¡Jo, Jo, Jo!», para enviarlo en el elevador al piso 30 como un mensaje para Hans.
McClane sube a la azotea e intenta sintonizar a la policía para pedir ayuda, pero sintoniza el canal de la policía los cuales le informan que debe utilizar su teléfono o deberán notificarlo como una infracción severa. Hans se percata de que la mejor forma de transmitir es la azotea, por lo cual envía a un grupo de tres personas para eliminar a McClane. Este escapa por los elevadores pero están paralizados dado que Theo anuló los ascensores desde el vestíbulo hasta el piso 30, por lo cual llega al conducto de ventilación hasta que logra llegar al salón principal, en donde Hans mató a Takagi, aunque este ya no se encuentra. Los policías, al escuchar los disparos, contactan con el sargento Al Powell para que investigue lo que se sucede en el Nakatomi Plaza ya que habían solicitado ayuda para lo que ellos creen es una broma de mal gusto. McClane logra salir de los conductos de ventilación, y ve la sangre de Takagi en la alfombra. Al ver el auto del oficial empieza a romper la ventana para llamar su atención, pero no se percata que uno de los terrorista lo observa. Heinrich envía a Marco a investigar al darse cuenta McClane le dice que arroje el arma en este instante llega Heinrich y McClane le dispara matándolo, al mismo tiempo se enfrenta con Marco quien al final de la mesa le dice «Si tienes que matar a alguien no titubees», a lo que McClane le dice «gracias por el consejo». Powell al inspeccionar al edificio informa que no pasa nada y que muy probablemente sea todo una broma. Al entrar en la patrulla cae el cuerpo de Marco, acto seguido le empiezan a disparar a la patrulla, causándole un accidente, con la intención de atraer ayuda policial.
Los policías llegan y McClane se comunica con Hans. Este le pide al grupo que no utilice sus radios comunicadores hasta que no lo autorizara él, pero McClane le informa que no lo colocó en el tablero, este empieza a entablar conversación e informarle de Marco y de su otro amigo que están muertos. Hans envía a investigar para saber quien era el otro, este empieza a decirle, a McClane que para ser un guarda de seguridad, a lo que McClane se burla y le dice que, es el hosped, Hans le dice cree que podrá con nosotros vaquero. McClane le dice «Yippi ka yei, hijo de puta». Al Powel se comunica con McClane por radio portátil, pero McClane le que dicen también sus vecinos puede escuchar y que son muy peligrosos este le pregunta por su nombre a lo cual le informa que lo llame Roy. Hans al descubrir que Heinrich llevaba los detonadores se comunica con Theo, quien le pregunta como va, este le informa que van tres cerraduras voladas. McClane comienza a dar datos de los terroristas que se encuentran ahí presentes, lo que causa furia a Hans. 
McClane advierte a los policías que los tipos de terroristas son muy peligrosos y que entrar al edificio a detenerlos les causará muchas bajas, estos ignoran las palabras de McClane e intentan penetrar en el Nakatomi Plaza, siendo derrotados por los terroristas ya que Hans les tiende una trampa en la entrada del edificio, Theo al percatarse del un tanque de guerra de SWAT es enviado para combatir a los terroristas, pero les resulta inútil porque estos lo destruyen utilizando lanzacohetes. McClane, al ver los fracasos de los policías tira una computadora con los explosivos C-4 y los detonadores que había dejado Heinrich causando una explosión y la muerte de dos terroristas más: James y Alexander.
Las horas pasan y nada pasa un amigo de Holly, Harry Ellis, cansado y drogándose enfrente de todo el mundo, intenta negociar con los terroristas quien le dice que es su salvador y que puede entregar al tipo que les fastidió todo. McClane quien habla con Al sobre la familia es interrumpido por Hans quien le revela su verdadero nombre este le dice que sus amigos le dicen John y que usted no es lo uno ni lo otro. Hans le dice que una persona muy especial estuvo con usted esta noche a lo que McClane piensa que es su esposa escucha, la voz de Ellis quien le dice que entregue los detonadores y se entregue, este le dice que les ha dicho Ellis le dice que son buenos amigos y que fue invitado a la fiesta de la compañía por error, que de no entregar los detonadores lo mataran, McClane le informa que se callee y que le diga que no son amigos ya que, él sabe perfectamente la clase de tipos que son estos, Ellis al no poder convencer a Jhon lo matan (muere abatido mientras disfrutaba de un vaso de Coca Cola bien fría), Hans le dice que le diga en donde están sus detonadores y que tarde o temprano matara a alguien que lo afecte, este le informa que se pudra. 
McClane encuentra a Hans en la azotea, que estaba buscando los detonadores y le apunta con el arma, pero como Hans está vestido de traje lo toma como un invitado de la fiesta, Hans miente a McClane diciéndole que quiso escapar y que así fue a parar a la azotea. McClane le da una pistola sin balas a Hans a quien ya descubrió, pero sigue actuando, y cuando Hans quiere dispararle a McClane se da cuenta de su error. Carl, Franco y Fritz llegan antes de que McClane pueda actuar y se produce una balacera en la azotea. McClane logra matar a Fritz y Franco, pero se le acaban las balas y se ve obligado a huir dejando atrás a los detonadores. Como durante la batalla se rompieron varios vidrios McClane se lastima los pies por andar descalzo y se los lava en un baño.
El FBI llega, tomando el mando de la situación y ordena desconectar la electricidad, con lo que la luz de emergencia se activa en la azotea y algunas partes del Nakatomi Plaza. La pérdida de energía desactiva el bloqueo final de la bóveda, como Hans había previsto, lo que les permite acceder al dinero. Hans ordena un helicóptero para que se marche de ahí dejando intactos a los rehenes y el resto del Nakatomi Plaza, pero su intención en realidad es detonar los explosivos en la azotea para matar a los rehenes y simular la falsa muerte de sus hombres y él mismo. Hans ve un noticiero de Richard Thornburg donde el periodista interroga a los niños de McClane, descubriendo que Holly es la esposa de McClane y tomándola como rehén para atraer a John.
McClane se encuentra con Carl y empiezan a pelear a muerte hasta que finalmente McClane se deshace de él. Hans ordena a los demás rehenes subir a la azotea para la detonación de los explosivos. McClane logra asesinar a Uli y les dice a los rehenes que bajen ya que la azotea va a estallar, McClane comienza a disparar a los helicópteros para que se alejen de la explosión, pero estos se niegan y tratan de eliminar a McClane. Los rehenes bajan y McClane toma una cuerda de servicio en la azotea, los explosivos se detonan, destruyendo al helicóptero y salvándose McClane por los pelos logra llegar unos pisos arriba de donde se encuentra Hans.
Theo viaja hasta el estacionamiento para recoger su vehículo de partida (que es una ambulancia, para pasar desapercibido), pero ahí se encuentra Argyle que choca su limusina contra el vehículo de Theo y ansioso por cooperar para McClane golpea a Theo dejándolo noqueado en su auto.
McClane en un salón encuentra cinta adhesiva de regalos de Navidad y la utiliza para atarse en la espalda una pistola que tenía. Cansado y armado con la ametralladora que había obtenido de los recientes terroristas asesinados se dirige hacia Hans, con la esperanza de que solo necesita matar a tres terroristas más. McClane golpea a Kristoff con su arma dejándolo inconsciente y encuentra a Hans en el salón principal con Eddie y como rehén a Holly. Hans apunta con su pistola a Holly, pidiéndole a McClane que suelte el arma, McClane la suelta y es apuntado con una metralleta por Eddie. Hans le dice a McClane cosas sobre su intervención y que va a ser asesinado. Hans comienza a reírse, McClane le sigue la corriente y también comienza a reírse, Eddie también y Holly no tiene idea de lo que está pasando. McClane se ríe para distraerlos, hasta que Hans llega al punto de que la risa le hace bajar el arma. McClane aprovecha la situación y rápidamente asesina con la pistola que tenía en la espalda a Eddie y Hans, estrellándose este en una ventana tomando de la muñeca a Holly, donde tenía un reloj de mano. McClane le quita el reloj a Holly tirando a Hans al vacío, matándolo.
John y Holly se reúnen con Powell en la calle y los demás policías. Carl, que logró sobrevivir al ataque de McClane, emerge de la entrada del Nakatomi Plaza disparando. La gente se asusta y se cubre, pero Powell lo mata a tiros. Thornburg llega e intenta entrevistar a McClane, pero recibe un puñetazo de Holly por delatarlos a Hans. Después John y Holly recorren Los Ángeles en la limusina conducida por Argyle terminando la película.

## Reparto principal
Dado que Die Hard se basó en la novela secuela de la película El detective, el estudio estaba obligado por contrato a ofrecer el papel principal a Frank Sinatra. El actor, que tenía 70 años en ese momento, se negó. Ante la negativa, el papel se ofreció a actores como Sylvester Stallone, Richard Gere, Clint Eastwood, Robert De Niro, Harrison Ford, Burt Reynolds, Nick Nolte, Mel Gibson, Don Johnson, Richard Dean Anderson, Paul Newman, James Caan y Al Pacino. El arquetipo de acción predominante en la época era un hombre invencible y musculoso como Arnold Schwarzenegger, a quien le ofrecieron ser protagonista, pero él quería diversificarse en la comedia y lo rechazó para protagonizar Twins (1988). Finalmente, el elegido fue Bruce Willis, que era conocido principalmente por su papel cómico en la serie de televisión Luz de luna. Rechazó el papel debido a sus obligaciones contractuales con el programa, pero cuando su compañera Cybill Shepherd quedó embarazada, la producción de Luz de luna se cerró durante once semanas, lo que le dio a Willis tiempo suficiente para asumir el papel.
La novia del director John McTiernan tuvo la oportunidad de reunirse con un representante de CinemaScore y les pidió que analizaran a Willis como la estrella. Los resultados mostraron que seleccionar a Willis no tendría un impacto negativo; su participación se confirmó dos semanas después. La elección fue controvertida, ya que Willis solo había protagonizado otra película, la comedia Cita a ciegas (1987). En ese momento, también había una clara distinción entre actores de cine y televisión. Aunque filmes como Los cazafantasmas (1984) habían demostrado que las estrellas de televisión podían liderar una película de gran éxito, otros actores de televisión como Shelley Long y Bill Cosby habían fracasado en sus recientes intentos de hacer la transición.
Willis recibió 5 millones USD por su rol de protagonista, lo que le otorgó un salario comparable al de actores de cine más exitosos y establecidos como Dustin Hoffman, Warren Beatty y Robert Redford. El presidente de 20th Century Fox, Leonard Goldberg, justificó la cifra diciendo que Die Hard necesitaba un actor del potencial de Willis, y el productor Lawrence Gordon dijo que su personalidad era esencial para transmitir la idea de que el héroe en realidad podría fallar. Se informó que otras fuentes de Fox declararon que el estudio estaba desesperado por una estrella después de haber sido rechazado por tantos actores populares. Willis mencionó: «Me pagaron lo que pensaban que valía por la película y por ellos». Describió a su personaje como diferente a otros retratados por Stallone o Schwarzenegger, con el comentario de que «aunque es un héroe, es solo un tipo normal. Es un tipo normal que ha sido arrojado a circunstancias extraordinarias». Willis se basó en su educación de clase trabajadora en el sur de Nueva Jersey para el personaje, incluida «esa actitud y falta de respeto por la autoridad, ese sentido del humor negro, el héroe reacio».
Alan Rickman ya tenía poco más de 40 años cuando hizo su debut en la pantalla como el antagonista Hans Gruber. Lo eligió Joel Silver, quien lo había visto actuar en una versión de Broadway de la obra de teatro Las amistades peligrosas, interpretando al villano el Vizconde de Valmont. Por otro lado, se seleccionó a la actriz Bonnie Bedelia por petición de Willis después de verla en la película biográfica Heart Like a Wheel (1983). Reginald VelJohnson apareció como Al Powell, su primer papel importante en un filme, por sugerencia del director de selección de reparto Jackie Burch, con quien había trabajado anteriormente. Se consideró a Robert Duvall, Gene Hackman y Laurence Fishburne para el personaje. Harry Ellis es interpretado por Hart Bochner, un conocido de Silver; su papel se rodó en orden cronológico durante tres semanas. McTiernan había querido que el personaje fuera suave como el actor Cary Grant, pero Bochner concibió sus motivaciones provenientes del consumo de cocaína y la inseguridad. El director odió la actuación inicialmente hasta que notó que Gordon y Silver estaban entretenidos con las payasadas de Bochner. De esta forma, el reparto protagónico quedó conformado de la siguiente manera:
- Bruce Willis como John McClane: Un detective del Departamento de Policía de Nueva York.[25]
- Alan Rickman como Hans Gruber: El despiadado líder de los terroristas.[26]
- Alexander Godunov como Karl: Segundo al mando de Gruber.[25]
- Bonnie Bedelia como Holly Gennero-McClane: Ejecutiva de alto rango de Nakatomi y exmujer de John.[27]
- Reginald VelJohnson como Al Powell: Sargento del Departamento de Policía de Los Ángeles (LAPD).[28]
- Paul Gleason como Dwayne T. Robinson: Subdirector del LAPD.[29]
- De'voreaux White como Argyle: El conductor de la limusina de John.[28]
- William Atherton como Richard Thornburg: Reportero de televisión sin escrúpulos.[30][31]
- Clarence Gilyard como Theo: Especialista en tecnología de Gruber.[27]
- Hart Bochner como Harry Ellis: Un sórdido ejecutivo de Nakatomi.[32]
- James Shigeta como Joseph Yoshinobu Takagi: Director ejecutivo de Nakatomi.[27]

Además del elenco principal, Die Hard contó con la participación otros actores, como Bruno Doyon —Franco—, Andreas Wisniewski —Tony—, Joey Plewa —Alexander—, Lorenzo Caccialanza —Marco—, Gerard Bonn —Kristoff—, Dennis Hayden —Eddie—, Al Leong —Uli—, Gary Roberts —Heinrich—, Hans Buhringer —Fritz— y Wilhelm von Homburg —James— en representación de los secuaces de Gruber. Robert Davi y Grand L. Bush aparecen como los agentes especiales del FBI Big y Little Johnson, respectivamente. Tracy Reiner sale como asistente de Thornburg, mientras que Taylor Fry y Noah Land hacen apariciones menores como los hijos de McClane, Lucy y John Jr.

## Producción

### Desarrollo y guion

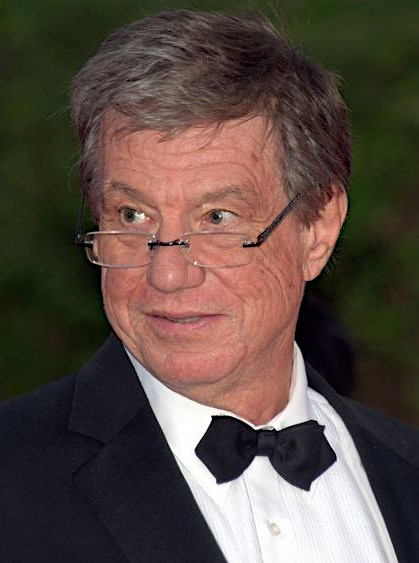
El director John McTiernan en 2014

El desarrollo de Die Hard comenzó en 1987, cuando el guionista Jeb Stuart se encontraba en una situación financiera desesperada. Su guion, comprado por Columbia Pictures, había sido abandonado y un contrato con Walt Disney Pictures no le proporcionaba ingresos suficientes. Stuart tenía seis semanas entre trabajos contratados, por lo que su agente Jeremy Zimmer se puso en contacto con Lloyd Levin, el jefe de desarrollo de Gordon Company, una rama de producción de 20th Century Fox. Levin le pidió a Stuart que trabajara en una adaptación de la novela Nothing Lasts Forever (1978), escrita por el expolicía Roderick Thorp. Este último se había inspirado para escribir Nothing Lasts Forever por un sueño que tuvo después de ver la película sobre desastres The Towering Inferno (1974); en el sueño, asaltantes armados persiguen a un hombre a través de un edificio. Fox ya había adaptado el libro predecesor, El detective (1966), para la película de 1968 protagonizada por Frank Sinatra como el detective de la policía de Nueva York Joe Leland, y compró los derechos de la secuela antes de que se escribiera Nothing Lasts Forever.
Levin le dio a Stuart libertad creativa siempre que mantuviera el escenario de Navidad en Los Ángeles; consideró que el concepto proporcionaría una estética interesante. La película se lanzó como «Rambo en un edificio de oficinas», en referencia a la exitosa serie de películas Rambo. Los productores Lawrence Gordon y Joel Silver contrataron al director John McTiernan, en parte debido a su trabajo con ellos en la película de acción Depredador (1987). McTiernan accedió a dirigir con la condición de que el filme tuviera «algo de alegría» y no contuviera simplemente «actos mezquinos y desagradables» recurrentes en otras películas de terroristas. Stuart comenzó a trabajar 18 horas al día en su oficina de Walt Disney Studios en Burbank, lo que lo dejó exhausto y «nervioso». Después de una discusión con su esposa, se dirigió a dar una vuelta y vio una caja en su carril; incapaz de evitarla, se vio obligado a conducir y descubrió que estaba vacía. Según Stuart, se detuvo a un lado de la autopista, su «corazón latía con fuerza». A partir de esto, Stuart concibió un tema central de la historia de un hombre que debería haberse disculpado con su esposa antes de una catástrofe. Regresó a casa para reconciliarse con su esposa y escribió 35 páginas esa noche. Para dar forma a la relación de los McClane, Stuart también se basó en los problemas matrimoniales de sus compañeros, incluidos los divorcios y el regreso de su cónyuge a su apellido de soltera.

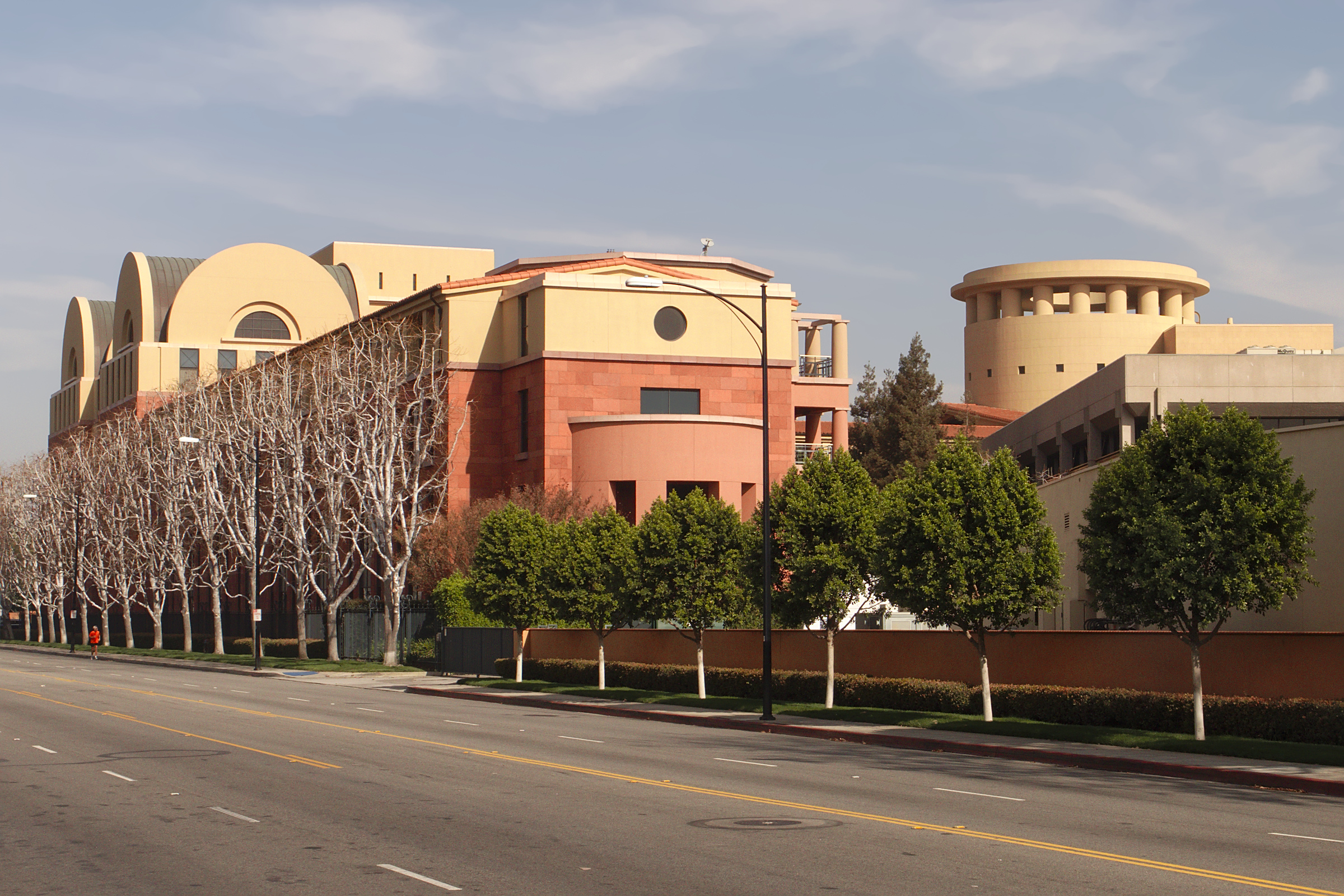
Jeb Stuart escribió su borrador inicial en su oficina de Walt Disney Studios, en Burbank (California).

John McClane se llamaba inicialmente John Ford, pero 20th Century Fox sintió que esto era una falta de respeto para el director fallecido del mismo nombre. Stuart eligió a McClane como un «buen nombre escocés fuerte», basado en su propia herencia celta. Describió al personaje como un héroe imperfecto que aprende una lección en la peor situación posible y se convierte en una persona mejor, aunque no diferente. Al no tener experiencia en la escritura de películas de acción, Stuart se basó en su experiencia en la redacción de suspenses, centrándose en hacer que la audiencia se preocupara por McClane, Holly y su reconciliación. Mientras Stuart presentaba su historia a los ejecutivos, Gordon lo interrumpió, le dijo que completara un borrador y abandonó la reunión. Stuart terminó su primer esbozo poco menos de seis semanas después.
Stuart le da crédito a Levin por ayudarlo a entender Nothing Lasts Forever. Adaptó fielmente muchas secuencias, incluida una carga de C-4 arrojada por el hueco de un ascensor y el personaje central, Joe Leland, saltando desde el techo. Sin embargo, la novela se cuenta enteramente desde la perspectiva de Leland, y los eventos en los que no está presente no se detallan. Su tono también es más cínico y nihilista: Leland visita a su hija drogadicta en el edificio Klaxon, y ella muere al caer del edificio junto al villano Anton Gruber, que usa guerrilleros ingenuos para robar el edificio debido al apoyo de Klaxon a un gobierno dictatorial. Esto hizo que sus motivaciones fueran menos claras y Leland más conflictivo acerca de matarlos, especialmente a las mujeres. El personaje de Leland está escrito como un anciano experimentado y consultor de seguridad de alto nivel. Stuart rechazó el tono de la novela por ser «demasiado triste» y creía que un héroe de acción mayor —Leland tenía más de 60 años— no tenía sentido. Asimismo, Stuart creó nuevo material para escenas en las que McClane no está presente, ampliando o presentando personajes: le dio a Powell una esposa e hijos, lo que le permitió relacionarse más estrechamente con McClane; y Argyle, que desaparece al principio de la novela, está presente a lo largo del guion, apoyando a McClane a través de la trasmisión de música rap por las radios de los terroristas. Entre los personajes originales del guion se encuentra el periodista sin escrúpulos Richard Thornburg.
Fanático del actor de películas del Oeste John Wayne, Stuart se inspiró para llevar un tema occidental a lo largo del guion, incluida la jerga de los vaqueros. Se hizo amigo de un superintendente de construcción en la Fox Plaza en obras de Los Ángeles, lo que le permitió acceder al edificio para obtener ideas sobre cómo diseñar los personajes y las escenas. Entregó el guion terminado en junio de 1987; al día siguiente se le dio luz verde, en parte porque 20th Century Fox necesitaba un taquillazo para 1988.

### Reescritura del guion
Steven E. de Souza reescribió el guion de Stuart, ya que tenía experiencia en la mezcla de acción y comedia. Abordó la historia como si Gruber fuera el protagonista y sobre ello dijo: «Si [Gruber] no hubiera planeado y organizado robo, [McClane] simplemente habría ido a la fiesta y se habría reconciliado o no con su esposa. A veces deberías pensar en ver tu película desde el punto de vista del villano que realmente está impulsando la narrativa». De Souza usó planos del Fox Plaza para ayudarlo a diseñar la historia, así como las ubicaciones de los personajes dentro del edificio. El guion continuó sufriendo cambios hasta y durante el rodaje. Varias tramas secundarias y rasgos para personajes distintos de McClane se crearon a lo largo de las primeras semanas de filmación porque Willis todavía estaba en Luz de luna; grababa el programa hasta diez horas durante el día y luego trabajaba en Die Hard por la noche. McTiernan le dio a Willis tiempo libre para descansar y le encargó a De Souza que agregara las nuevas escenas. Estos incluyeron escenas con el amo de llaves de Holly, una escena introductoria para Thornburg y más momentos entre Powell y sus compañeros oficiales, además de Holly enfrentándose a Gruber después de la muerte de Takagi.

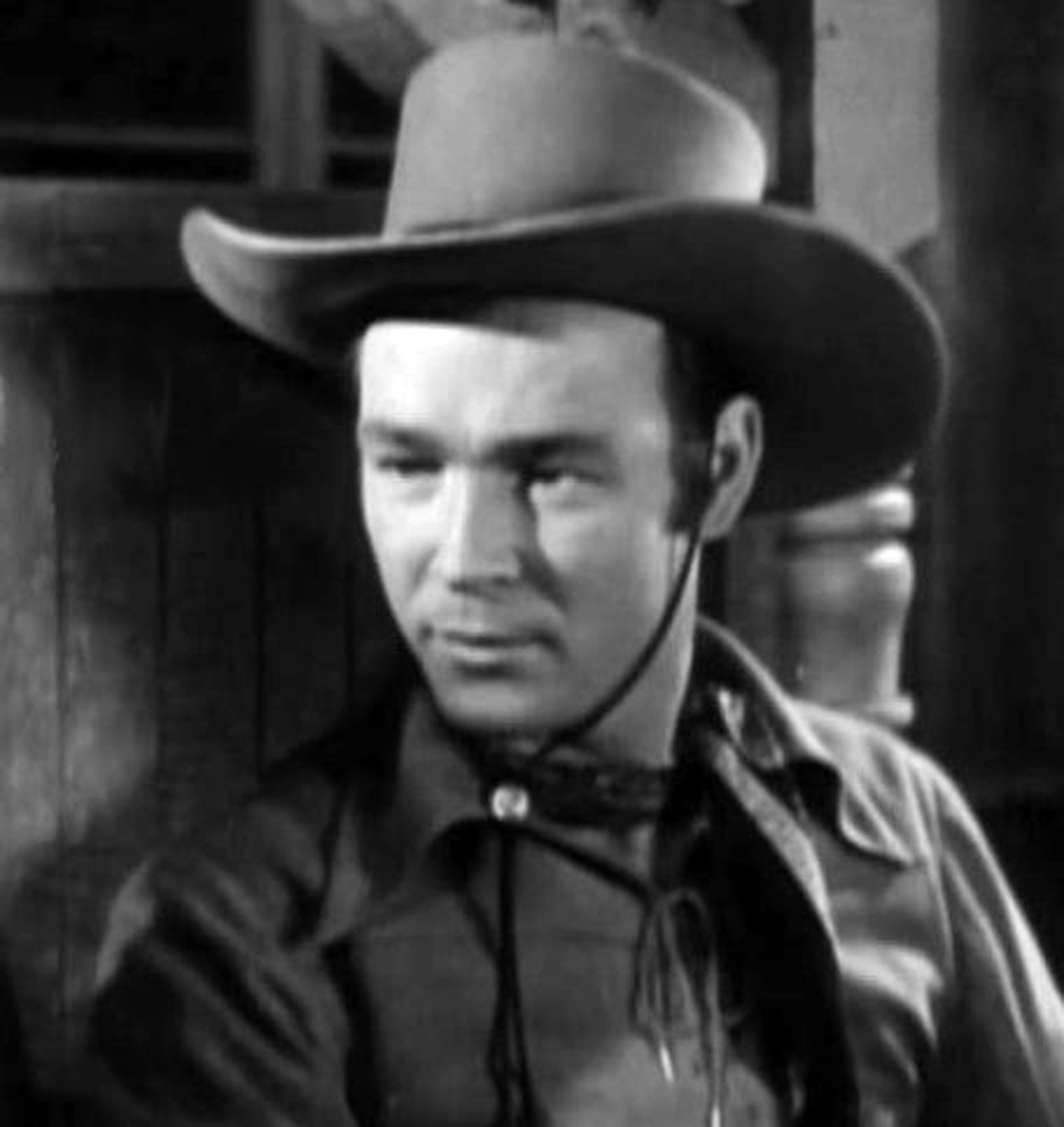
El actor de películas de vaqueros Roy Rogers, quien dijo la frase que inspiró la de McClane.

Silver quería una escena entre McClane y Gruber antes del desenlace de la película, pero De Souza no pudo pensar en un escenario plausible hasta que escuchó a Rickman con acento estadounidense. Se dio cuenta de que esto le permitiría a Gruber disfrazarse cuando conociera a McClane, y la escena anterior del asesinato de Takagi se reelaboró para ocultar la identidad de Gruber a McClane. Debido a la adición de la escena de la reunión entre Gruber y McClane, se eliminó una diferente en la que el protagonista mata a Theo. En el guion original de Stuart, Die Hard se desarrollaba durante tres días, pero McTiernan se inspiró en El sueño de una noche de verano, de Shakespeare, para que tuviera lugar durante una sola noche. No quería utilizar a los terroristas como villanos, ya que los consideraba «demasiado mezquinos», y evitó centrarse en la política de los terroristas a favor de convertirlos en ladrones impulsados por fines monetarios; sintió que esto lo haría más adecuado para el entretenimiento de verano.
El personaje de McClane no se realizó por completo hasta casi la mitad de la producción. McTiernan y Willis habían determinado que McClane es un hombre que no se agrada mucho a sí mismo, pero que hace lo mejor que puede en una mala situación. La frase de McClane, «Yipee-ki-yay, hijo de puta», se inspiró en la vieja jerga de los vaqueros, incluida la de Roy Rogers —«Yippee-ki-yah, kids»— para enfatizar su carácter totalmente estadounidense.

### Rodaje

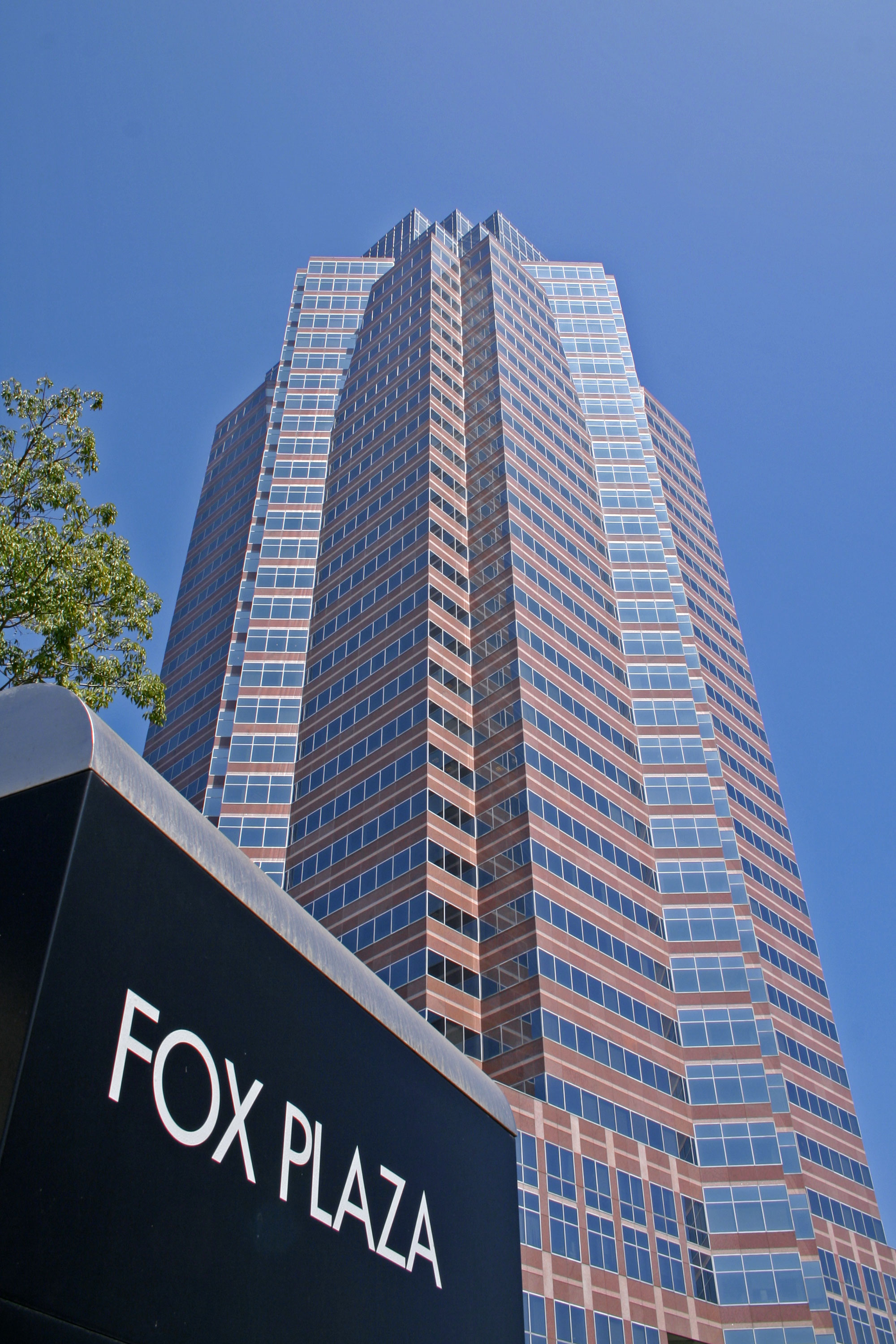
El rascacielos Fox Plaza sirvió de escenario para el Nakatomi Plaza.

El rodaje comenzó en noviembre de 1987 y concluyó a principios de marzo de 1988, con un presupuesto aproximado de 25 a 35 millones USD. Las grabaciones se llevaron a cabo casi en su totalidad en el rascacielos Fox Plaza y sus alrededores en Century City, en Avenue of the Stars. El diseñador Jackson De Govia eligió la ubicación al final de la producción. Se necesitaba un edificio en su mayoría desocupado, situación que ofrecía el Fox Plaza en construcción, que estaba asegurado con dos condiciones principales: sin filmación durante el día y sin daños por explosiones.
El director de fotografía Jan de Bont dijo que el diseño del edificio era distinto, lo que lo convertía en un personaje en sí mismo, y que había vistas claras del edificio desde la distancia, lo que permitió establecer tomas a medida de McClane. La ciudad circundante se podía ver desde el interior del edificio, lo que mostraba realismo. De Bont utilizaba con frecuencia cámaras de mano para filmar más cerca a los personajes, creando una «intimidad» más cinematográfica. Muy poco de la película tenía un guion gráfico de antemano porque De Bont creía que esto hacía que su trabajo fuera superfluo. En cambio, él y McTiernan hablarían en detalle sobre la filmación de ese día y el sentimiento o sensación que querían transmitir. De Bont estaba más preocupado por crear una toma dramática que atractiva. Citó el uso de bengalas reales en la película que generaban un humo impredecible que en ocasiones oscurecía la imagen.
El primer día de Willis en el plató fue el 2 de noviembre de 1987. Llegó directamente de filmar Luz de luna para rodar una de sus escenas más cruciales, donde McClane salta desde un tejado mientras explota detrás de él. Willis encontró difícil actuar en Die Hard porque se diferenciaba de las experiencias anteriores en que a menudo estaba solo, sin tener ningún encuentro personal con otros. No pasó mucho tiempo con el resto del elenco entre tomas, optando por pasarlo con su nueva mujer, Demi Moore. En contraste con su dinámica en pantalla, Bedelia y VelJohnson pasaron la mayor parte del tiempo entre escenas con Rickman.
El final de la película no estaba decidido cuando comenzó el rodaje. En el filme terminado, Theo recupera una ambulancia del camión en el que llegaron los terroristas para usarla como vehículo de escape, pero como se trataba de una adición tardía, el camión en el que los terroristas habían sido grabados al llegar era demasiado pequeño para contener una ambulancia. Otra escena, que muestra a los terroristas sincronizando sus relojes TAG Heuer, también mostró que el camión estaba vacío; esta parte tuvo que ser eliminada, dando lugar a otros cambios necesarios. Como está escrito, McClane se da cuenta de que el rehén estadounidense que encuentra es Gruber, debido a la distintiva vigilancia de los TAG Heuer que observó en los otros terroristas; los relojes ya no eran un punto de la trama establecido. Necesitaba la introducción de una escena heroica para Argyle, quien logra detener la fuga de Theo. De'voreaux en realidad golpeó a Gilyard durante la escena, que se agregó en los últimos diez días de filmación.
Hubo flexibilidad con algunos roles, dependiendo de las actuaciones de los actores, lo que significa que algunos personajes se mantuvieron en la película por más tiempo y otros fueron asesinados antes. A los actores también se les dio algo de espacio para improvisar, como la línea de Theo, «¡Dios mío, el mariscal de campo es brindis!», «Hans, boubie, soy tu caballero blanco» de Bochner o la parte en la que el secuaz Uli roba una barra de chocolate durante el asalto de un equipo SWAT. McTiernan tomó la influencia estilística del cine francés nouvelle vague al editar la película. Reclutó a Frank J. Urioste y John F. Link para editar escenas juntos mientras estaban en medio del movimiento, contrario al estilo de edición convencional que se usaba en ese momento.

### Música
Antes de contratar al compositor Michael Kamen, McTiernan sabía que quería incluir la Sinfonía n.º 9 de Ludwig van Beethoven tras escucharla en La naranja mecánica (1971). Kamen se opuso a «empañar» la pieza en una película de acción y se ofreció a hacer un mal uso de la música del compositor alemán Richard Wagner. Una vez que McTiernan explicó cómo se había utilizado la novena sinfonía en La naranja mecánica para resaltar la ultraviolencia, Kamen comprendió mejor las intenciones de McTiernan. A cambio, Kamen insistió en que también autorizaran el uso de la canción «Singin' in the Rain». Mezcló las melodías de la Sinfonía n.º 9, «Winter Wonderland» y «Singin' in the Rain» en su partitura, principalmente para subrayar a los villanos. Los samples de la novena sinfonía se tocan en tonos ligeramente más bajos para que suenen más amenazadores. La banda sonora también hace referencia a «Let It Snow! Let It Snow! Let It Snow!».
Al principio, Kamen vio una versión en su mayoría incompleta de Die Hard y no quedó impresionado. Declaró que un «tipo malo fenomenal» hizo que McClane pareciera menos importante. Por otro lado, Kamen despreciaba las bandas sonoras de las películas, creyendo que no podían estar solas frente a la película. Su partitura original incorporó pizzicato y cuerdas de arco, viento metal, instrumentos de viento-madera y cascabeles durante los momentos de amenaza con el fin de contrarrestar su significado festivo. Hay otros usos de la música diegética clásica en la película; los intérpretes de la fiesta tocan el Concierto de Brandenburgo nº 3, de Johann Sebastian Bach.
A McTiernan no le gustó una pieza creada para la escena final donde Karl intenta matar a McClane, y decidió usar una pista temporal que ya estaba en su lugar; una pieza de la partitura no utilizada por James Horner para Aliens (1986). También se utilizan señales de la película de acción Man on Fire (1987). Die Hard también incluye «Christmas in Hollis», de la banda de rap Run-DMC, que se convertiría en un clásico navideño, en parte debido a su uso en la película. La banda sonora salió a la venta en formato CD en 2002 por parte de la compañía discográfica Varèse Sarabande.
| Die Hard (Original Motion Picture Soundtrack) |                                          |          |  |
| N.º                                           | Título                                   | Duración |  |
| 1.                                            | «The Nakatomi Plaza»                     | 1:50     |  |
| 2.                                            | «Gruber's Arrival»                       | 3:40     |  |
| 3.                                            | «John's Escape/You Want Money?»          | 5:52     |  |
| 4.                                            | «The Tower»                              | 1:49     |  |
| 5.                                            | «The Roof»                               | 3:57     |  |
| 6.                                            | «The Fight»                              | 1:07     |  |
| 7.                                            | «He Won't Be Joining Us»                 | 3:53     |  |
| 8.                                            | «And If He Alters It?»                   | 2:39     |  |
| 9.                                            | «Going After John Again»                 | 4:33     |  |
| 10.                                           | «Have a Few Laughs»                      | 3:29     |  |
| 11.                                           | «Welcome to the Party»                   | 1:00     |  |
| 12.                                           | «TV Station/His Bag Is Missing»          | 3:52     |  |
| 13.                                           | «Assault on the Tower»                   | 8:16     |  |
| 14.                                           | «John Is Found Out»                      | 5:03     |  |
| 15.                                           | «Attention Police»                       | 3:38     |  |
| 16.                                           | «Bill Clay»                              | 2:02     |  |
| 17.                                           | «I Had an Accident»                      | 2:37     |  |
| 18.                                           | «Ode to Joy»                             | 3:36     |  |
| 19.                                           | «The Battle»                             | 10:15    |  |
| 20.                                           | «Gruber's Departure»                     | 1:56     |  |
| 21.                                           | «Let It Snow! Let It Snow! Let It Snow!» | 2:00     |  |
| 1:16:51                                       |                                          |          |  |

## Temas

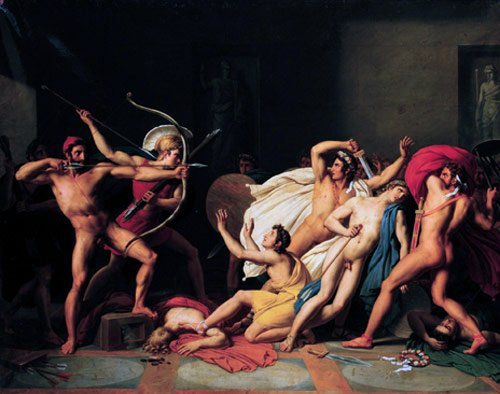
Una pintura realizada en 1812 por Joseph-Ferdinand Lancrenon en la que se muestra a Odiseo, con la ayuda de Telémaco, preparándose para masacrar a los pretendientes de su esposa. Alexander Boon comparó la historia con la búsqueda de John McClane para rescatar a su esposa.

Die Hard ha sido descrita por críticos como Richard Brody y Chris Hewitt como una historia sobre cómo obtener la redención a través de la violencia. McClane llega a Los Ángeles para salvar su matrimonio, pero comete los mismos errores que ahuyentaron a Holly; Brody y Hewitt sugieren que es solo después de que McClane derrote a los terroristas mediante la violencia que su matrimonio aparentemente se reconcilia. De manera similar, Powell está embrujado después de disparar accidentalmente a un niño y encuentra la redención sacando su arma para balear a Karl. Varios personajes masculinos que son impulsados por la ira o el ego sufren por ello, incluidos los agentes del FBI, Karl, Ellis y McClane, quienes casi pierden a Holly al presumir después de disparar contra Gruber. El crítico Matt Zoller Seitz señaló que a los personajes más ecuánimes —a menudo afroamericanos— les va mejor. McClane se identifica a sí mismo como católico, una religión que requiere penitencia para ganarse la redención. Brody dijo que McClane soporta el castigo físico, incluido el corte de sus pies con fragmentos de vidrio para crear un «estigma» sangriento. Al hacer estos sacrificios, salva a su familia. En este sentido, McClane puede verse como una figura moderna, de clase trabajadora, parecida a Cristo.
Alexander Boon comparó a McClane reclamando violentamente a su esposa con la figura griega Odiseo masacrando a los pretendientes de su esposa. McClane es recompensado por su masculinidad, a pesar de demostrar rasgos masculinos negativos. Jeffrey Brown mencionó que la camiseta de McClane enfatiza su forma física masculina; este atuendo es usado por otros personajes de acción como John Rambo y mujeres que muestran rasgos masculinos como Rachel McLish (Aces: Iron Eagle III) y Linda Hamilton (Terminator 2: el juicio final). Powell y Argyle no son iguales físicamente a McClane, pero dan prioridad a las relaciones y, cuando se les pide que actúen, tienen éxito. McClane posee un físico imponente, pero es torpe y depende de la improvisación, y solo tiene éxito gracias a las relaciones con sus aliados. La conexión entre McClane y Powell es particularmente decisiva para el éxito del primero. La pareja comparte una intimidad no romántica que le permite a McClane confesar sus fallas como esposo de una manera que no hizo con Holly, lo que le permite a McClane crecer como persona. Gruber fracasa porque está aislado, se interesa por sí mismo y sacrifica a su equipo por su propia supervivencia.
Peter Parshall observó que McClane y Gruber son reflejos el uno del otro. Brody contrastó a McClane, un estereotipo totalmente estadounidense comparado con estrellas de películas del Oeste como Roy Rogers, John Wayne y Gary Cooper, con Gruber, un villano europeo de educación clásica que se refiere a Estados Unidos como una cultura «en bancarrota». Elizabeth Abele escribió que, en comparación con los superhéroes de la década anterior en películas del estilo de Superman: The Movie (1978) y Raiders of the Lost Ark (1981), McClane es retratado como físico pero realistamente masculino, transmitiendo la idea de un «hombre real» que posee fuerza intrínseca e independiente. Según Justin Chang y Mark Olsen, esto puede verse como una respuesta al reaganismo, las posiciones políticas del presidente de los Estados Unidos, Ronald Reagan, que promueven los valores del sueño americano, la autosuficiencia, la iniciativa y el avance tecnológico.
Willis relató que si tuviera la opción, McClane pasaría la responsabilidad de lidiar con los terroristas a cualquier otra persona, pero se ve obligado a actuar como un héroe reacio. Cuando se presenta al personaje, lleva puesto su anillo de bodas; Scott Tobias escribió que esto sirve como símbolo de su compromiso matrimonial. Holly se presenta como lo contrario; usa su apellido de soltera y no lleva anillo. En cambio, sus empleadores le regalan un reloj Rolex, que sirve como símbolo de su compromiso con su trabajo y la división en su matrimonio. Cuando McClane abre el reloj al final de la película para liberar a Holly del agarre de Gruber, el hecho de su separación se rompe y parecen haberse reconciliado. Por otro lado, Parshall describió las representaciones negativas de los personajes femeninos. Aparecen sexualizados en carteles pin-up, sugieren beber durante el embarazo o están lejos de sus familias en Nochebuena en una función de trabajo. Holly asume una posición de autoridad después de la muerte de su jefe, pero Gruber le delega ese poder y lo usa de manera tradicionalmente femenina para cuidar de sus colegas. Takagi es reemplazado en la vida de Holly con un «macho dominante» diferente, McClane. Darin Payne escribió que Die Hard refleja el declive contemporáneo de los hombres como principal fuente de ingresos del hogar a medida que más mujeres se incorporan a la fuerza laboral y se pierden trabajos de cuello azul en países extranjeros. En respuesta, un vaquero estadounidense salva el día, rescatando a su esposa capturada de una torre de propiedad extranjera.
Die Hard tiene elementos contrarios al gobierno, la burocracia y las corporaciones. Un terrorista afirma que McClane no puede hacerle daño porque hay reglas para los policías, normas que intenta aprovechar. McClane responde «así que mi capitán sigue diciéndome», lo que sugiere que opera fuera de los procedimientos aprobados burocráticamente. Brody mencionó que la policía a menudo presenta un obstáculo mayor que los terroristas; según él, creen que tienen el control de los acontecimientos, sin saber que los terroristas ya han anticipado todas sus acciones. Se presenta al jefe de policía como incompetente y se demuestra que el FBI es indiferente a la vida de los rehenes siempre que maten a los terroristas. McClane es un hombre común que lucha contra terroristas vestidos como trabajadores de élite de las grandes ciudades. Como afirma el personaje Ellis, la única diferencia entre los empleados corporativos y los terroristas es que él usa un bolígrafo y Gruber usa una pistola. La policía, el FBI y un periodista intrusivo son castigados por interponerse en el camino de McClane. Parshall señaló que el escenario navideño puede verse como un ataque a los valores sociales tradicionales. La corporación organiza una fiesta en Nochebuena, manteniendo a los empleados alejados de sus familias, y los villanos se apropian cínicamente de las iconografías navideñas; al derrotarlos, McClane mantiene la tradición y defiende a la sociedad.
Junto con el grupo de terroristas principalmente alemanes, el Nakatomi Plaza es propiedad de una corporación japonesa y los rehenes son estadounidenses. Brody identificó esto como un reflejo de la ansiedad local por las potencias extranjeras en un momento en que las empresas tecnológicas japonesas amenazaban con dominar la industria tecnológica estadounidense. Se presenta a los viejos enemigos de Estados Unidos —Alemania y Japón— como si hubieran abandonado su integridad en la búsqueda de ganancias financieras. Dave Kehr dijo que la película encarna una «rabia obrera» resentida de la década de 1980 contra las feministas, los yuppies, los medios de comunicación, las autoridades y los ciudadanos extranjeros. Brody señaló que la película también puede considerarse progresista en su interpretación de sus personajes afroamericanos, ya que los miembros del reparto VelJohnson, Gilyard y White aparecen en papeles prominentes e importantes. The A.V. Club señaló que, a diferencia de muchas otras películas de la década de 1980, Die Hard no es una alegoría de la guerra de Vietnam. Sin embargo, se burla de la idea cuando un agente del FBI comenta que su asalto en helicóptero le recuerda a la guerra; su compañero responde que en ese momento estaba en la escuela secundaria. Aun así, la revista Empire creía que la película hacía referencia a Vietnam al mostrar a un local mal equipado que se enfrentaba a invasores extranjeros altamente equipados; esta vez Estados Unidos gana. Drew Ayers describió el complejo diseño del Nakatomi Plaza como análogo a las selvas ocultas de Vietnam.

## Lanzamiento

### Contexto y estreno
Los ejecutivos de la industria cinematográfica esperaban que el verano de 1988 estuviera dominado por películas de acción y comedia, aunque ese año se estrenó una gama más amplia de géneros. Se dirigieron más filmes a audiencias adultas en lugar de adolescentes, un reflejo de la edad cada vez mayor del público promedio. Se predijo que las secuelas Cocodrilo Dundee 2 y Rambo III controlarían la taquilla de mayo y romperían las marcas de ingresos del fin de semana de estreno. Los ejecutivos de la industria también tenían grandes expectativas para las comedias ¿Quién engañó a Roger Rabbit? y Coming to America. Las expectativas para Die Hard eran bajas en comparación con su competencia de películas de acción: Red Heat, protagonizada por Arnold Schwarzenegger, y The Dead Pool, con Clint Eastwood. The New York Times señaló que Die Hard y las comedias Big Top Pee-wee y Bull Durham serían analizadas de cerca por la industria en busca de éxito o fracaso. Die Hard recibió dudas por el salario de Willis y el fiasco a principios de ese año de su película anterior, Sunset, que puso en duda sus capacidades como protagonista. Lawrence Gordon estuvo de acuerdo en que no usar una estrella de acción importante como Sylvester Stallone o Eastwood significaba que el interés de la audiencia en Die Hard era menor de lo que podría haber sido. Los mayores salarios pagados a estas estrellas se basaron en la audiencia incorporada que podían atraer a la semana de estreno, con un buen boca a boca apoyando la película a partir de entonces, pero Willis no tenía una audiencia incorporada.
| País                       | Fecha de estreno |
| -------------------------- | --- |
| Estados Unidos             | 12 de julio de 1988 (Avco Cinemas de Westwood, California) 15 de julio de 1988 (estreno limitado) 20 de julio de 1988 |
| Puerto Rico                | 25 de agosto de 1988                                                                                                  |
| Filipinas                  | 7 de septiembre de 1988 27 de septiembre de 1988 (Dávao)                                                              |
| Sudáfrica                  | 16 de septiembre de 1988                                                                                              |
| Francia                    | 21 de septiembre de 1988                                                                                              |
| Corea del Sur Taiwán       | 24 de septiembre de 1988                                                                                              |
| Bélgica Suiza              | 28 de septiembre de 1988                                                                                              |
| Italia                     | 29 de septiembre de 1988                                                                                              |
| España Suecia              | 30 de septiembre de 1988                                                                                              |
| Australia                  | 6 de octubre de 1988                                                                                                  |
| Finlandia Nueva Zelanda    | 7 de octubre de 1988                                                                                                  |
| Israel                     | 14 de octubre de 1988                                                                                                 |
| Hong Kong                  | 19 de octubre de 1988                                                                                                 |
| Singapur                   | 22 de octubre de 1988                                                                                                 |
| Brasil                     | 27 de octubre de 1988                                                                                                 |
| Chipre Grecia Países Bajos | 3 de noviembre de 1988                                                                                                |
| Alemania Occidental        | 10 de noviembre de 1988                                                                                               |
| Austria                    | 11 de noviembre de 1988                                                                                               |
| Tailandia                  | 12 de noviembre de 1988                                                                                               |

| País            | Fecha de estreno                                                           |
| --------------- | -------------------------------------------------------------------------- |
| Noruega         | 17 de noviembre de 1988                                                    |
| Jamaica         | 23 de noviembre de 1988                                                    |
| Reino Unido     | 27 de noviembre de 1988 (Festival de Cine de Londres) 3 de febrero de 1989 |
| Malasia         | 1 de diciembre de 1988                                                     |
| Argentina       | 15 de diciembre de 1988                                                    |
| México Portugal | 16 de diciembre de 1988                                                    |
| Panamá Uruguay  | 25 de diciembre de 1988                                                    |
| Dinamarca       | 26 de diciembre de 1988                                                    |
| Bolivia         | 1 de enero de 1989                                                         |
| Chile           | 27 de enero de 1989                                                        |
| Venezuela       | 1 de febrero de 1989                                                       |
| Perú            | 2 de febrero de 1989                                                       |
| Japón           | 4 de febrero de 1989                                                       |
| Egipto          | 13 de febrero de 1989                                                      |
| Irlanda         | 17 de febrero de 1989                                                      |
| Colombia        | 20 de abril de 1989                                                        |
| India           | 3 de noviembre de 1989                                                     |
| Hungría         | 14 de diciembre de 1989                                                    |
| Turquía         | 26 de enero de 1990                                                        |
| Checoslovaquia  | 20 de junio de 1991                                                        |
| Rumania         | 4 de junio de 1993                                                         |

### Mercadotecnia
Willis ocupó un lugar destacado en su primera campaña de mercadotecnia, pero sufrió varios cambios a medida que se acercaba la fecha de estreno de la película. Willis se había ganado la reputación de actor «arrogante» preocupado por su propia fama; su negativa a abordar esto, o hablar sobre su vida personal a los medios de comunicación, había reforzado esta percepción. Por su parte, Willis dijo que quería que los medios se centraran en su actuación. Hubo informes de que el público del cine se quejaría de la aparición de Willis en los avances de Die Hard, y que un representante de una cadena de cines sin nombre había retirado el tráiler en respuesta. La investigación de varios estudios de cine reveló que el público tenía una opinión negativa de Willis y poco o ningún interés en verlo en Die Hard. David Ansen, de Newsweek, llamó a Willis «el actor más impopular que jamás haya recibido 5 millones de dólares por hacer una película».
A medida que la confianza de 20th Century Fox en el atractivo de Willis flaqueaba, los carteles de la película se cambiaron para centrarse en el Nakatomi Plaza, con el nombre de Willis en letra pequeña. La imagen de Willis no se incluyó en el primer anuncio de periódico de página completa de la película a mediados de julio. El ejecutivo de 20th Century Fox, Tom Sherak, negó el intento de ocultar a Willis y dijo que su estrategia había cambiado cuando se dieron cuenta de que el edificio era un personaje tan importante como el actor. Desafiando las expectativas, los avances de la película fueron bien recibidos por el público, y la semana siguiente a su lanzamiento, la publicidad comenzó a mostrar a Willis de manera más prominente. A pesar de su disgusto por las entrevistas, Willis apareció en varios programas diurnos para promocionar la película. Al explicar por qué estuvo más involucrado en la promoción de Die Hard, Willis declaró: «Estoy tan emocionado con esta película [...] para mí, representa por qué quería ser actor».

### Formato doméstico
La película fue lanzada en formato VHS en enero de 1989, con un precio local de 89,98 USD. Se convirtió en un alquiler popular, pues debutó como la tercera película más alquilada en las listas de principios de febrero, y subió al número uno la semana siguiente. Pasó seis de sus primeras siete semanas en el puesto número uno hasta que fue reemplazada por A Fish Called Wanda a finales de marzo. En 1997, se estimó que había ganado 36 millones USD por alquileres.
Die Hard se lanzó en DVD a finales de 1999 como parte de una colección con sus secuelas Die Hard 2 (1990) y Die Hard with a Vengeance (1995). Asimismo, se publicó por separado como un DVD de edición especial en 2001, con la inclusión de comentarios de McTiernan, De Govia y Edlund, escenas eliminadas, avances e imágenes detrás de escena. Por otro lado, para formato Blu-ray llegó en 2007. Die Hard: The Nakatomi Plaza Collection se lanzó en 2015; es un paquete con las cinco películas de la saga en un Blu-ray Disc metido en un contenedor con forma del Nakatomi Plaza. Con motivo del 30.º aniversario, en 2018, la película se lanzó en un Blu-ray Ultra HD con resolución 4K. El conjunto también incluye un Blu-ray estándar y una descarga digital; de manera adicional se publicó una versión de caja de acero de edición limitada.

## Recepción

### Taquilla
Die Hard abrió en estreno limitado en 21 salas de cine el 15 de julio de 1988, ganando 601 851 dólares, un promedio de 28 659 dólares por sala. La película tuvo su estreno general en América del Norte el 22 de julio, ganando aproximadamente 7 100 000 de dólares de 1276 cines — un promedio de 5568 dólares por cine — terminando como la película #3 de ese fin de semana. Cuando Die Hard había terminado su tiempo en cartelera, había ganado 83 000 000 de dólares en Norteamérica y otros 140 700 000 en el mercado de otros países.

### Crítica
Entre otros, el crítico de cine inglés Mark Kermode ha expresado admiración por la película, llamándola un excitante conjunto de «Vaqueros e indios en The Towering Inferno». Sin embargo, Roger Ebert le dio una menos que halagadora opinión, dándole unas meras dos estrellas y criticando la estupidez del personaje del subjefe de policía, demandando que «por sí mismo, él debilita exitosamente la última mitad de la película».
El análisis contemporáneo de los sitios web de reseñas Rotten Tomatoes y Metacritic proporcionaron una reseña positiva. La película ganó un 92% de aprobación de 53 críticas — una puntuación promedio de 8,3 de 10 — en Rotten Tomatoes, el cual dijo que «sus muchos imitadores (y secuelas) nunca han estado cerca de igualar la tensión del definitivo clásico de acción vacacional». Metacritic proporcionó una puntuación de 70 sobre 100 de 13 críticas, lo cual indica reseñas «generalmente favorables».

### Versión alemana
En el doblaje alemán, los nombres y antecedentes de los terroristas alemanes fueron cambiados al inglés (principalmente a sus equivalentes británicos, con la excepción de Marco y Franco, que retuvieron sus nacionalidades italiana y francesa, respectivamente): Hans se transformó en Jack, Karl en Charlie y Heinrich en Henry. En la escena en la que John está anotando los nombres de los terroristas, una voz en off en la versión alemana dice "Voy a llamarlos Hans y Karl, justo como los dos malvados gigantes en el cuento de hadas", refiriéndose a ellos como Jack y Charlie más tarde. Los nuevos antecedentes los describen como unos terroristas organizados a nivel internacional que se han hecho trabajadores autónomos para su beneficio.

## Reconocimientos

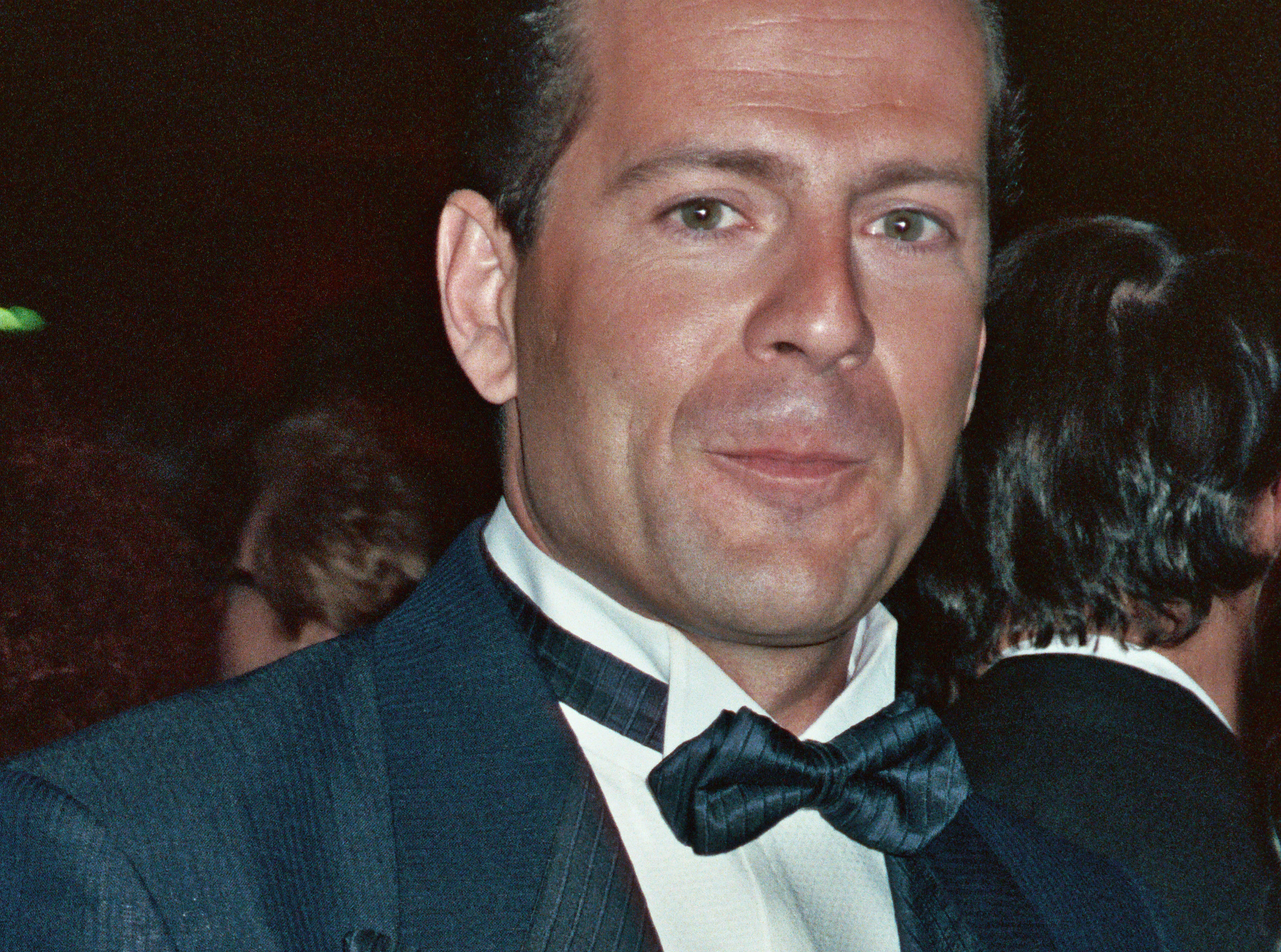
Bruce Willis en la 61.ª edición de los Premios Óscar de 1989.

La película fue nominada a cuatro Premios Óscar: Mejor edición de sonido, Mejor montaje, Mejor sonido (Don J. Bassman, Kevin F. Cleary, Richard Overton y Al Overton, Jr.) y Mejores efectos visuales. La puntuación de Michael Kamen le valió un Premio BMI a la mejor música en programa de TV/película en 1989.

### Premios Óscar
| Año  | Categoría                | Nominados                                                 | Resultado |
| ---- | ------------------------ | --------------------------------------------------------- | --------- |
| 1988 | Mejor montaje            | Die Hard Frank J. Urioste, John F. Link                   | Nominada  |
| 1988 | Mejor sonido             | Don Bassman, Kevin F. Cleary, Richard Overton, Al Overton | Nominada  |
| 1988 | Mejor edición de sonido  | Stephen H. Flick, Richard Shorr                           | Nominada  |
| 1988 | Mejores efectos visuales | Richard Edlund, Al DiSarro, Brent Boates, Thaine Morris   | Nominada  |

### Premios BMI
| Año  | Categoría  | Nominados       | Resultado |
| ---- | ---------- | --------------- | --------- |
| 1989 | BMI Awards | Michael Kamen's | Ganador   |

### Premios Edgar Allan Poe
| Año  | Categoría           | Nominación                              | Productora            | Resultado |
| ---- | ------------------- | --------------------------------------- | --------------------- | --------- |
| 1989 | Best Motion Picture | Die Hard Steven E. de Souza, Jeb Stuart | Twentieth Century Fox | Nominada  |

### National Film Registry National Film Preservation Board
| Año  | Categoría              | Nominada | Resultado |
| ---- | ---------------------- | -------- | --------- |
| 2018 | National Film Registry | Die Hard | Incluida  |

### OFTA Film Hall of Fame Online Film & Television Association
| Año  | Categoría              | Nominación | Resultado |
| ---- | ---------------------- | ---------- | --------- |
| 2019 | OFTA Film Hall of Fame | Die Hard   | Ganadora  |

### Video Premiere Award DVD Exclusive Awards
| Año  | Categoría                                      | Nominación                                                    | Resultado |
| ---- | ---------------------------------------------- | ------------------------------------------------------------- | --------- |
| 2001 | Best Overall New Extra Features, library title | • Die Hard Five Star Collection - producer: David Prior (Fox) | Nominado  |

## Legado
La película generó cuatro secuelas: Die Hard 2 (1990), Die Hard with a Vengeance (1995), Live Free or Die Hard (2007) y A Good Day to Die Hard (2013). En julio de 2007, Bruce Willis donó una camiseta usada en la película al Museo Nacional de Historia Estadounidense en el Instituto Smithsoniano. El título de la película y su historia de un héroe solitario luchando contra una multitud de oponentes en un ambiente aislado también se convirtió en un descriptor común para las siguientes películas de acción: «Die Hard en un/una ...» se convirtió en una forma fácil y simple de definir el argumento de muchas películas de acción que aparecieron más tarde. Por ejemplo, la película de 1992 Under Siege fue conocida como «Die Hard en un barco», la película de 1992 Passenger 57 fue apodada «Die Hard en un avión», la película de 1994 Speed fue llamada «Die Hard en un bus», y la película de 1996 La Roca fue denominada «Die Hard en una isla».
En 2001, Die Hard fue puesta en la posición #39 en la categoría AFI's 100 años... 100 películas de suspenso, una lista de las películas americanas más palpitantes. En 2003, Hans Gruber fue puesto en la posición #46 en la categoría AFI's 100 años... 100 héroes y villanos. Adicionalmente la película recibió otras nominaciones para las categorías AFI 100 años... entre 1998 y 2007, incluyendo la categoría AFI's 100 años... 100 películas (1998), John McClane en la categoría AFI's 100 años... 100 héroes y villanos, la línea de McClane «Yippie-ki-yay, motherfucker!» en la categoría AFI's 100 años... 100 frases, y la película fue nuevamente nominada para la edición del décimo aniversario de la categoría AFI's 100 años... 100 películas (edición 10.º aniversario).
En 2006, Gruber fue clasificado como el decimoséptimo mejor personaje de película por la revista Empire. John McClane fue clasificado en el puesto #12 de esa misma lista. En la publicación de Entertainment Weekly del 22 de junio de 2007, Die Hard fue nombrada la mejor película de acción de todos los tiempos. El latiguillo de McClane «Yippie-ki-yay, motherfucker!» fue votada como la #96 de «Las 100 Mejores Películas Navideñas de Todos los Tiempos». En el 2017, la película fue considerada «cultural, histórica y estéticamente significativa» por la Biblioteca del Congreso de Estados Unidos y seleccionada para su preservación en el National Film Registry.

## Adaptaciones y secuelas

### Cine e historietas

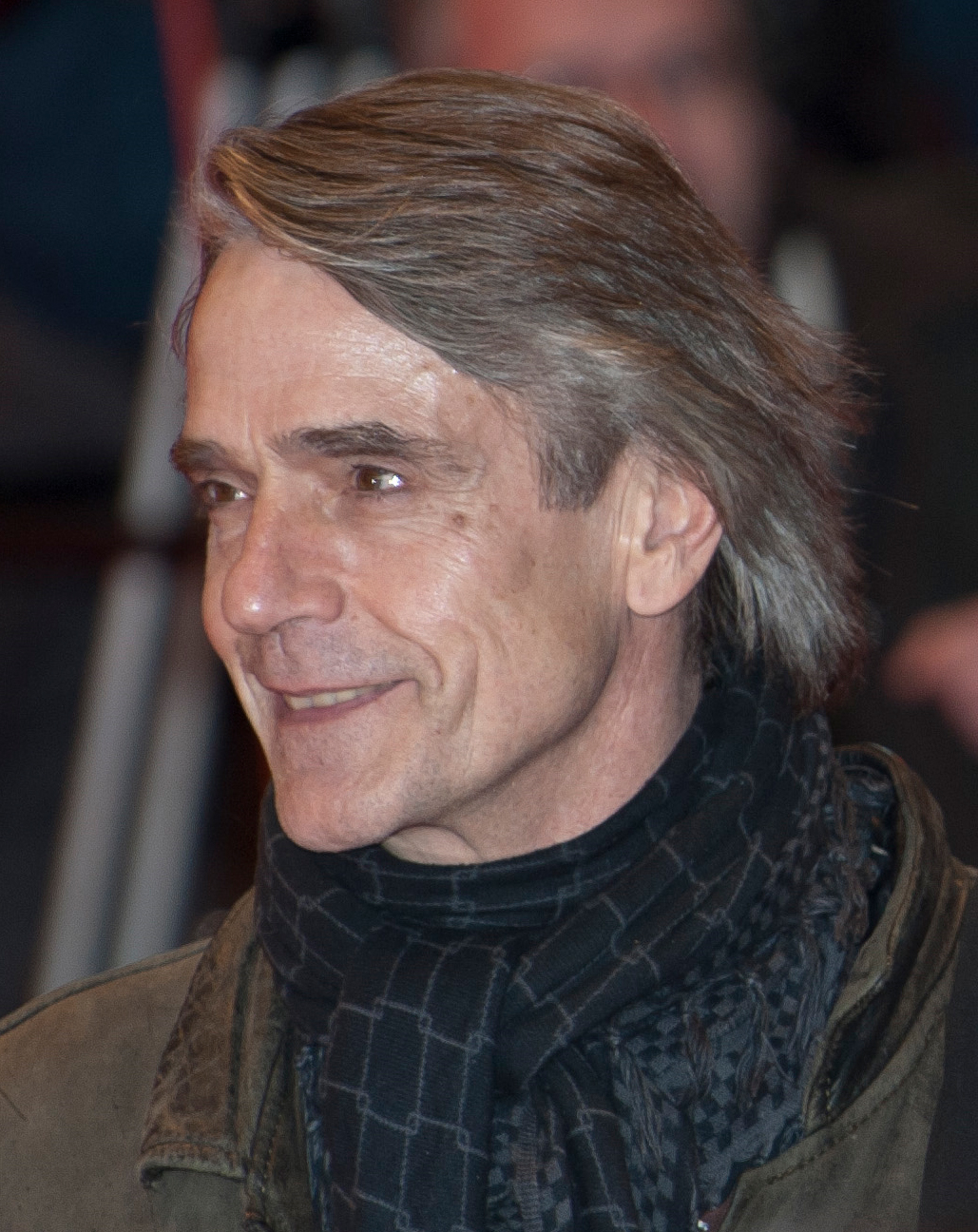
Jeremy Irons en 2011. Interpretó al hermano de Hans Gruber, Simon, en Die Hard with a Vengeance (1995).

El éxito de Die Hard generó cuatro secuelas, comenzando con Die Hard 2 (1990), que se lanzó rápidamente a la producción para capitalizar la popularidad del filme original. Stuart y McTiernan no regresaron para la película; Renny Harlin reemplazó a McTiernan. Die Hard 2 es la última película de la serie que cuenta con la participación de De Souza, Bedelia, VelJohnson, Atherton, Silver y Gordon; los dos últimos se pelearon, retrasando la producción de una tercera película: Die Hard with a Vengeance (1995). Esta secuela también tardó más en desarrollarse debido a la dificultad de escribir un guion de un escenario original que aún no había sido utilizado por uno de los muchos imitadores de Die Hard. McTiernan volvió a dirigir Die Hard with a Vengeance; su única otra película de la serie. Su trama enfrenta a McClane con el hermano de Hans Gruber, Simon (interpretado por Jeremy Irons).
En 2007 se lanzó Live Free or Die Hard, donde McClane se une a un hacker (Justin Long) para luchar contra los terroristas cibernéticos liderados por Thomas Gabriel (Timothy Olyphant). La película se convirtió en controvertida por estar dirigida a un público más joven, lo que requería que se excluyera gran parte de la violencia y las blasfemias prevalecientes en el resto de la serie. Aun así, tuvo un éxito tanto económico como crítico. La quinta película de la serie, A Good Day to Die Hard (2013), une a McClane con su hijo Jack para una aventura en Moscú (Rusia). La película se consideró un éxito económico, a pesar de que las críticas de fanáticos y su recepción negativa paralizaron la franquicia. A Good Day to Die Hard es considerada la entrada más débil de la serie. Willis ha expresado su interés en hacer una sexta y última película.
Die Hard sigue siendo la película más aclamada de la franquicia según las críticas recopiladas por Rotten Tomatoes. A medida que avanzaban las secuelas, se acercaban cada vez más a los filmes de acción al estilo de la década de 1980 que Die Hard había evitado, y McClane se convirtió en una máquina de matar invencible que sobrevivió al daño que habría matado a su encarnación original. La emisora de radio NPR calificó a Die Hard como una película «realmente genial» cuyo legado se ha visto empañado por mediocres secuelas. Según The Guardian, la evolución del género de acción se puede rastrear por las diferencias en cada secuela de Die Hard, ya que McClane evoluciona de humano a sobrehumano. Por otro lado, se ha lanzado una precuela y una secuela en cómic; Die Hard: Year One, que está ambientado en 1976 y narra a McClane como un oficial novato; y A Million Ways to Die Hard, ambientado 30 años después de Die Hard, presenta a McClane retirado en busca de un asesino en serie.

### Otros medios
La mercancía Die Hard incluye ropa, muñecos Funko Pops, libros para colorear y con actividades, vajillas, jerséis y adornos navideños, así como un libro ilustrado que vuelve a contar la película. En 1989 se lanzó un videojuego de disparos en tercera persona llamado Die Hard, para las plataformas Commodore 64 y Windows. Se publicaron diferentes versiones Matamarcianos para la TurboGrafx-16 y Nintendo Entertainment System (NES). La edición para TurboGrafx-16 comienza con McClane luchando contra varios terroristas en una jungla; la versión de NES ofrece un «metro de pie» que ralentiza los movimientos de McClane después de pisar repetidamente cristales rotos.
En 1996 salió Die Hard Trilogy, un videojuego para PlayStation que adaptó las tres primeras películas de la franquicia. En 1997, el juego de arcade japonés, Dynamite Deka, se rediseñó y lanzó en occidente como Die Hard Arcade. Los jugadores deben elegir entre McClane o el personaje secundario Chris Thompsen para luchar en el Nakatomi Plaza, derrotar a los terroristas liderados por White Fang y rescatar a la hija del presidente. En 2002 se estrenaron dos videojuegos de disparos en primera persona, Die Hard: Nakatomi Plaza, que recrea los eventos de la película, y Die Hard: Vendetta, donde McClane se enfrenta al hijo de Gruber, Piet.
Die Hard: The Ultimate Visual History, un libro que narra el desarrollo de la saga, se lanzó en 2018 con motivo del 30 aniversario de la película. En 2019 salió Die Hard: The Nakatomi Heistun, un juego de mesa basado en Die Hard; USAopoly se encargó de desarrollarlo.